# Orient (Ohio)
Orient es una villa ubicada en el condado de Pickaway en el estado estadounidense de Ohio. En el Censo de 2010 tenía una población de 270 habitantes y una densidad poblacional de 876,03 personas por km².

## Geografía
Orient se encuentra ubicada en las coordenadas 39°48′19″N 83°9′8″O / 39.80528, -83.15222. Según la Oficina del Censo de los Estados Unidos, Orient tiene una superficie total de 0.31 km², de la cual 0.31 km² corresponden a tierra firme y (0%) 0 km² es agua.

## Demografía
Según el censo de 2010, había 270 personas residiendo en Orient. La densidad de población era de 876,03 hab./km². De los 270 habitantes, Orient estaba compuesto por el 96.3% blancos, el 0.74% eran afroamericanos, el 2.22% eran amerindios, el 0% eran asiáticos, el 0% eran isleños del Pacífico, el 0% eran de otras razas y el 0.74% pertenecían a dos o más razas. Del total de la población el 0.37% eran hispanos o latinos de cualquier raza.